# کسکی تی‌ال
کُسْکیدسڵێهێ تی‌ال (به فنلاندی: Koski Tl) یک منطقهٔ مسکونی در فنلاند است که در جنوب غرب فنلاند واقع شده‌است.